# Дансвил (Мичиген)
Дансвил (енгл. Dansville) град је у америчкој савезној држави Мичиген.

## Демографија
По попису из 2010. године број становника је 563, што је 134 (31,2%) становника више него 2000. године.
| Група             | 2000.       | 2010.       |
| Белци             | 401 (93,5%) | 531 (94,3%) |
| Афроамериканци    | 1 (0,2%)    | 4 (0,7%)    |
| Азијати           | 3 (0,7%)    | 4 (0,7%)    |
| Хиспаноамериканци | 14 (3,3%)   | 9 (1,6%)    |
| Укупно            | 429         | 563         |